# デカブリストの乱

デカブリストの乱

デカブリストの乱（デカブリストのらん、露: Восстание декабристов, 英: Decembrist revolt）は、1825年12月14日（グレゴリオ暦12月26日）にロシア帝国で起きた反乱事件。
デカブリストとは、武装蜂起の中心となった貴族の将校たちを指し、反乱が12月（ロシア語でデカーブリ、 Декабрь）に起こされたことからデカブリスト（十二月党員）の名で呼ばれた。デカブリストの乱は、ロシア史上初のツァーリズム（皇帝専制）打破と農奴解放を要求した闘争と位置づけられ、以後のロシアにおける革命運動に大きな影響を与えた。　

## 背景
一般的にデカブリストの乱や革命運動の起源は、アレクサンドル1世の治世にあるとする見方が有力である。17世紀末から18世紀初頭にかけて、ロシアの貴族層は、ヨーロッパの啓蒙主義に影響を受けて自由主義的思潮に傾斜していった。この傾向は、フランス革命さらにはナポレオン・ボナパルトの登場により拍車がかかる。1805年のアウステルリッツの戦い、1806年のフリートラントの戦いでの敗北以降、アレクサンドル1世はナポレオンに対してある程度誠実な協力者であった。このようなアレクサンドルの姿勢は、ロシア国内における自由主義の勃興をもたらすと同時に、保守派の憤激を買った。
この時期にアレクサンドル1世は、ミハイル・スペランスキーを登用し立憲制の導入を含む改革を試みようとしていた。スペランスキーは、内務省の組織化、聖職者教育の改革、政府による経済開発の体系化などの改革に関与した。
1808年スペランスキーは国と地方に選挙制議会（ドゥーマ）の設置を中心とする立憲制導入を構想した。この構想は、貴族・官僚層の激しい反発を買うこととなった。1812年、ナポレオンとの戦争を控えていたアレクサンドル1世は、国内の統一を図るためスペランスキーを顧問から解任し追放した。
ロシア戦役では、焦土作戦と冬将軍の到来によってロシア軍が勝利した。以後、ライプツィヒの戦い、ワーテルローの戦いでナポレオンは失脚しロシア軍はパリまで進軍した。ナポレオン戦争に従軍した貴族出身の青年将校たちは、滞在中、議会の討論会や自由主義的な雰囲気を持つ大学の講義を聴講したり、政治的意見を掲載する新聞を読むなどして、ヨーロッパ諸国の政治・社会制度に触れ、祖国ロシアのそれと比較して格段の進歩を遂げていることに衝撃を受けた。また、戦争に従軍している農民出身の多くの兵士に直接接し、彼らの境遇の劣悪さを肌で感じ、国家社会の改革を強く意識するようになった。自由主義的政治思想・人権思想・代議制・立憲制の影響を受けて帰国した彼らは、祖国の専制政治・官僚政治に一層幻滅を感じて改革の必要性を痛感した。

## 秘密結社
1816年、サンクトペテルブルクでアレクサンドル・N・ムラヴィヨフ、イワン・D・ヤクーシキンら6人の青年将校によって最初の秘密結社「救済同盟」（露: Союз спасения。後に「祖国の真正・忠誠な息子たちの会」-露: Общество истинных и верных сынов Отечестваに改称）が結成された。1818年「福祉同盟」（露: Союз благоденствия）が結成され、約200名が参加した。福祉同盟は、農奴解放、専制政治の廃止で一致していたが、将来のロシアの方向性をめぐり、立憲君主制を主張するものと共和制を主張するものとに意見が分かれていた。また、方法論として武装蜂起の採用や蜂起の方法を巡っても相違が見られた。
1821年福祉同盟は上記のような会員間の意見の相違と、当局のスパイを恐れ解散（当局の命令による解散説と、自主的な解散説あり）した。
ウクライナでは激派のパーヴェル・ペステリ大佐を中心にトゥリチンに本拠地を置く「福祉同盟」の南方支部が「南方結社」（露: Южное общество）として組織された。南方結社は、共和制に基づく憲法草案「ルースカヤ・プラウダ」（露: Русская правда）を起草した。この中では、専制政治の打破と一時的な独裁体制による共和国の樹立、農奴制の廃止と国有地の活用を中心とする土地改革、地方自治とユダヤ人以外のロシア帝国に隷属する諸民族の独立などを主張した。
ペテルブルクでは、穏健派のニキータ・ムラヴィヨフ￼￼やN.I.ツルゲーネフによって「北方結社」（露: Северное общество）が設立された。ムラヴィヨフは、スペイン1812年憲法やアメリカ合衆国憲法に範を取り、立憲君主制・連邦制を基調とする憲法草案を起草した。北方結社は、教育・慈善事業、経済・司法改革などの課題について皇帝及び政府を助け、穏健な形でロシアに立憲制を導入することを目論んでいた。
1815年皇帝アレクサンドル1世は、ポーランドに対して憲法を与えポーランド立憲王国が成立した。議会の開院式に出席したアレクサンドルは、勅語の中でロシア国内での憲法施行を準備していると言及したため、これに期待する（または、ポーランドに憲法を施行し、ロシアに未施行であることに反発する）向きがあった。しかし、アレクサンドルは、ウィーン体制に同調し改革者の仮面をかなぐり捨て、反動へと走った。
秘密結社は、アレクサンドルの変節により動揺し、穏健派である北方結社にも詩人のコンドラチイ・ルイレーエフやアレクサンドル・ベストゥージェフら共和制を志向する一派が加入することで急進化していった（北方秘密結社）。また一部には、ピョートル・カホフスキー、A.I.ヤクボーヴィチのように皇帝暗殺を計画する一派まで現れた。

## 蜂起

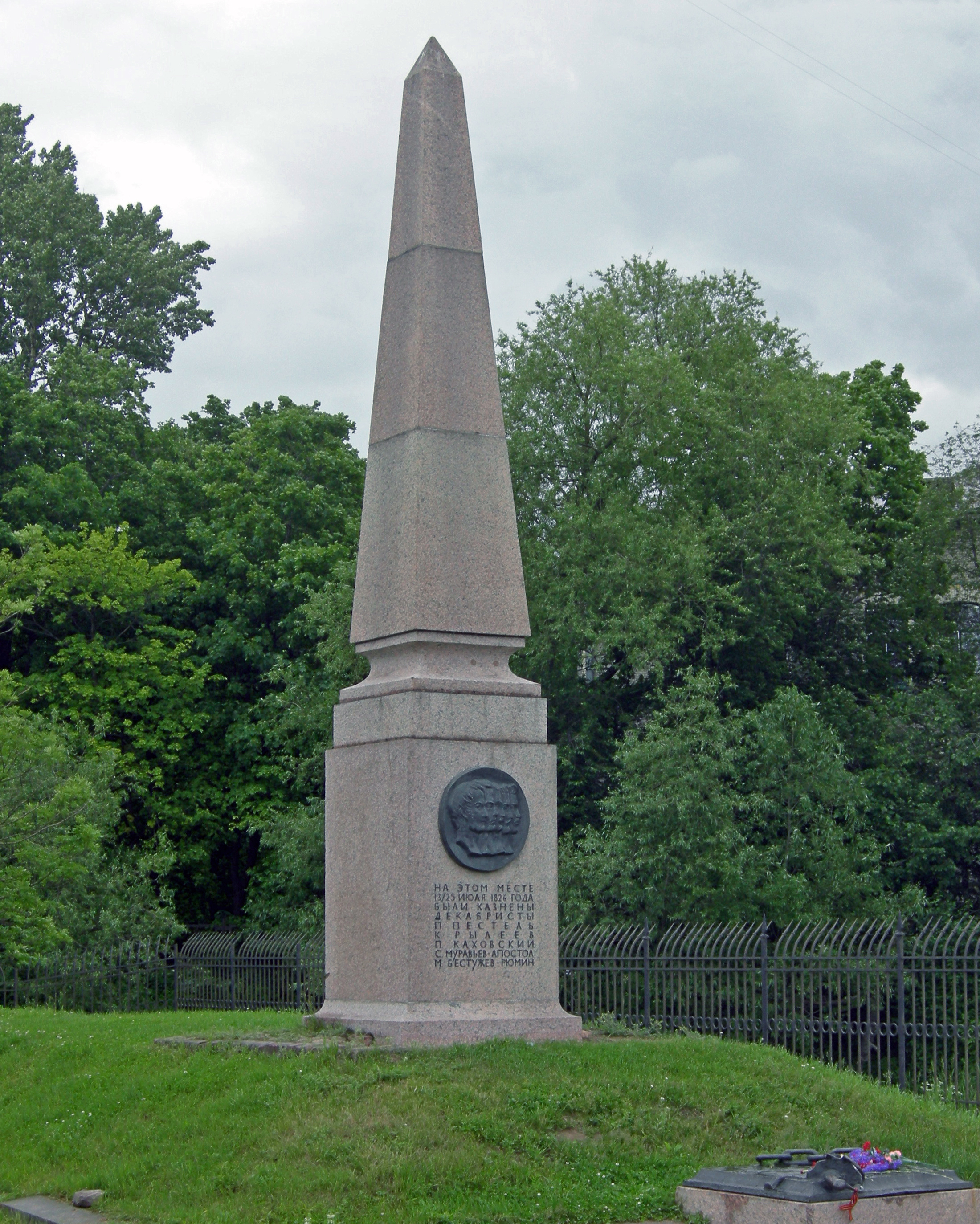

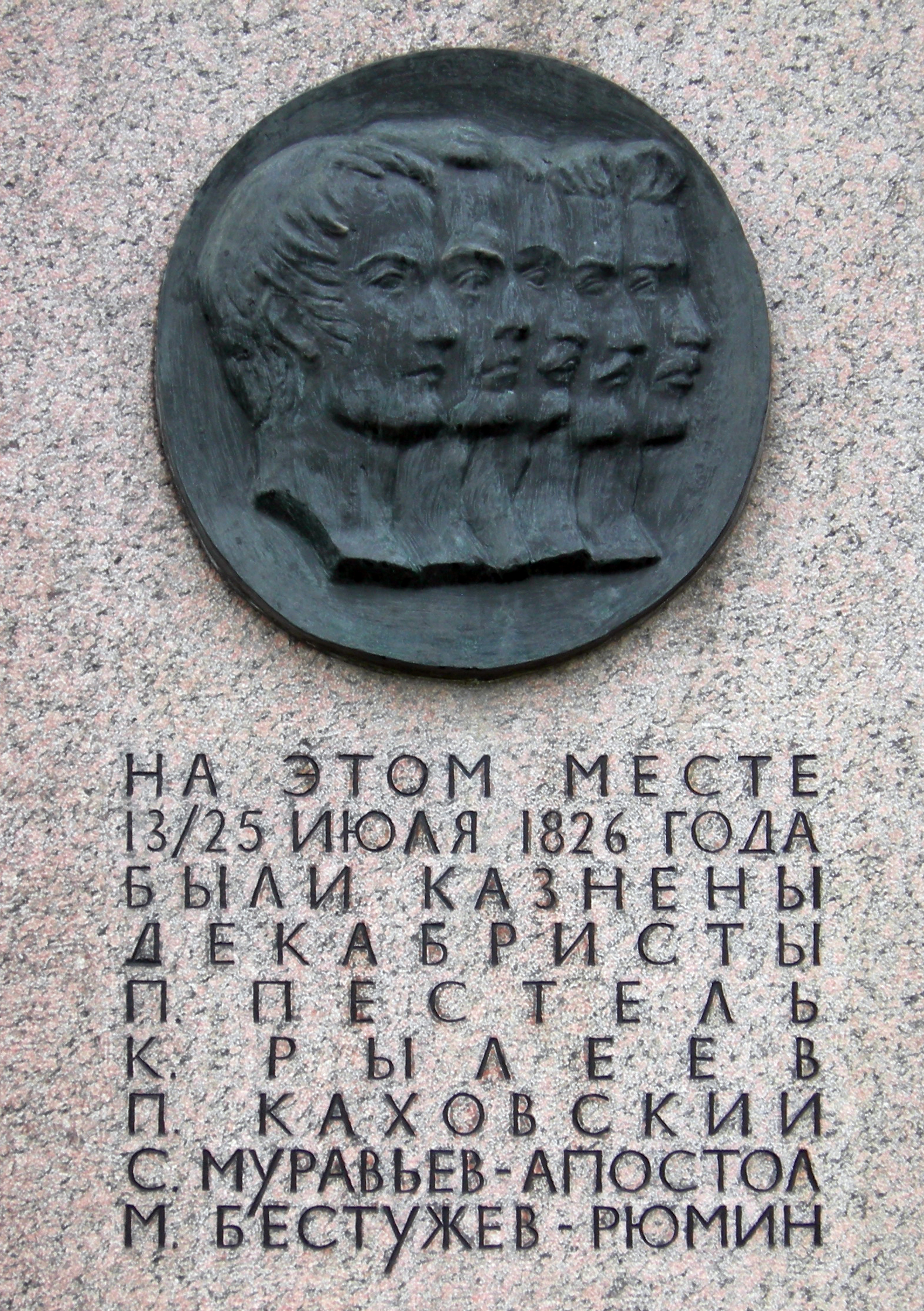

1825年皇帝アレクサンドル1世が行幸先のタガンログで崩御した。アレクサンドルには嗣子が無く、次弟のコンスタンチン大公が帝位を継承すると見るのが一般的であった。しかし、コンスタンチンはポーランドの貴婦人ヨアンナ・グルジンスカと秘密裏に貴賤結婚したために、自ら帝位継承権を放棄していた。アレクサンドル1世も生前、このことを認め、帝位は次の弟のニコライ大公（後のニコライ1世）に委譲することが決定していた。ところが、奇妙なことにニコライ大公が帝位継承者であることを知る者はアレクサンドル1世を始めごく少数で、肝心のニコライ大公自身にも知らされてはいなかった。
帝位継承をめぐってコンスタンチンとニコライの間で相互に帝位を譲り合い、一時的にではあったが空位期間が生まれた。結社のメンバーは、ツァーリ政府に自分たちの情報が当局のスパイによって漏れているとの情報もあり、不十分な準備のままクーデターを敢行した。
1825年12月14日、元老院広場において、新帝への宣誓式が挙行されることとなり、デカブリストは、3000人の兵士を率いてペテルブルクの元老院広場で蜂起した。デカブリストはコンスタンチンへの忠誠を宣誓し、ニコライへの宣誓を拒否した。さらにニコライが登極した場合には、ニコライに迫って自由主義的な大臣を任命するように仕向ける予定であった。デカブリストはあらかじめセルゲイ・トルベツコイ (Sergei Petrovich Troubetzkoy)を臨時指揮官に選んでいたが、当日、総指揮を執るはずのトルベツコイは姿を見せなかった。兵士たちは12月の厳寒の中、元老院広場に向かって行進を開始した。兵士達は上官の命に従い行軍し元老院広場に集結した。行軍中、兵士達は口々に「コンスタンチンと憲法 konstitiumir、Конституция」とスローガンを叫んでいたが、憲法を「コンスタンチン大公妃」のことと誤解している始末であったと伝えられる。もっともこのエピソードは創作のようであり、カホフスキーはレバシェフ将軍宛の手紙で創作であることを示唆している。
翌12月15日新帝ニコライ1世は自ら政府軍を率いて反乱の鎮圧に当たった。ニコライは、あくまで流血の悲劇を避けようとしてデカブリストを投降させようとした。勅使として兵卒に人気のあったミハイル・ミロラドヴィチ伯爵を派遣し、デカブリストの説得に当たらせたが、ミロラドヴィチ伯が狙撃され落命するに及んで、政府軍の投入を指示した。デカブリストの反乱は一日で鎮圧された。
南方結社は、12月13日にペステリ大佐をはじめ指導者が次々と逮捕された。南部結社のメンバーがペテルブルクでの武装蜂起の情報を得たのは乱後、2週間経ってからであった。南部結社には、ロシア・ナショナリズム、スラブ民族の連邦国家創設を目指す「統一スラブ派」が参加しており、ペステリ逮捕後は統一スラブ派が中心になって活動した。統一スラブ派は牢獄を襲撃し逮捕された指導者たちの何人かを解放することに成功した。そのうちの1人、セルゲイ・ムラヴィヨフ＝アポストルは、12月29日チェルニゴフ連隊が武装蜂起したが、葡萄弾（散弾の一種）で武装した政府軍によって1826年1月3日鎮圧された。
1811年に皇帝アレクサンドル1世によって創設されたツァールスコエ・セロー・リツェイで学んだヴィリゲリム・キュッヘリベッケルやイヴァン・プーシチンもデカブリストの運動に参加した。しかし、1819年に開設されたペテルブルク帝国大学では、教授も学生もデカブリスト運動とは無縁であった。
事件後、軍事法廷で関係者579名が裁判を受けた。首謀者とされた、パーヴェル・ペステリ、ピョートル・カホフスキー、コンドラチイ・ルイレーエフ、セルゲイ・ムラヴィヨフ＝アポストル、ミハイル・ベストゥージェフ＝リューミンの5人は絞首刑を宣告された。その他のデカブリストは、シベリア、極東、カザフなどに流刑を宣告された。シベリア送りは106人にのぼったが、これら流刑となった夫の後を追い、11人の妻が貴族身分を放棄してシベリアへ向かったことは、ロシアでは夫への献身の象徴と見なされている。流刑囚となったデカブリストは20歳代が多く、既婚者は18人であった。また、デカブリストの指導者と交際があった詩人のアレクサンドル・プーシキン（リツェイ出身）、アレクサンドル・グリボエードフ、アレクセイ・エルモーロフらは当局の監視を受けた。
事件直後から、この運動はインテリゲンチャのみならず、ひろく民衆の同情と共感を集めており、流刑者となったあるデカブリストは、その友人への書簡のなかで、シベリアで知り合った人が、まるで親類か従前からの恩人でもあるかのように親切に接してくれていると書き残している。流刑囚のうち生存者は、こののち、1850年代になってから皇帝アレクサンドル2世の大赦によって帰郷がかなえられた。

## 評価
デカブリストの乱の失敗は、反乱主体である北方結社と南方結社が相互に連絡を取ることなく、アレクサンドル1世の急逝と、その後の2週間に渡る皇帝不在を機会的に捉え、長期的展望の欠如したまま反乱に突入したことと、大衆に対するデモンストレーションの欠如、クーデター実行者としての決断と実行に欠けていたことなどに起因する。結局、乱後、ニコライ1世は皇帝官房第三部を新設するなどして専制権力を強化し反動政治を推進した。その一方でニコライは、失脚していたスペランスキーを登用して法典編纂事業の再開に当たらせるなど、国制整備に繋がることにもなった。
デカブリストの中にはシベリアなどの流刑地で教育や研究に励む者もいた。彼らは詩作や民俗研究で大きな成果を上げている。また、デカブリストの妻達は夫の流刑地についていった者も多く、後世、ロシア夫人の鑑とその婦徳を称えられた。アレクサンドル・ゲルツェンは、彼が出版した定期刊行物『北極星』の表紙に処刑されたデカブリストの肖像を掲げた。プーシキンやニコライ・ネクラーソフは詩作にあたってデカブリストをテーマに取り上げた。レフ・トルストイは、デカブリストの自由主義的思潮を取り上げ、後に『戦争と平和』へと繋がっていった。
デカブリストの乱は、ロシアにおける自由主義的革命運動の第一歩として、その後の革命運動の契機とされている。
こうした自由主義的革命運動は、ロシアでは頓挫したが、ナポレオン戦争によってヨーロッパ諸国へ輸出されたことを意味するものであった。デカブリストの乱以降ヨーロッパでは、ギリシャ独立戦争、そして1830年のフランス7月革命と連鎖していき、反動化するウィーン体制へ揺さぶりをかけていったのである。

## 関連書
- 『デカブリストの妻』ニコライ・ネクラーソフ著、谷耕平訳、岩波書店 (1991/05)